# Río Obva
El río Obva (en ruso, Обва) es un río del krai de Perm, en Rusia. Es afluente por el lado derecho del Kama, lo que le incorpora a la cuenca hidrográfica del Volga, al ser el Kama tributario de este último. No pasa por ninguna población relevante.

## Geografía
Nace y fluye por las vertientes orientales de las alturas del Kama, girando al sureste y volviéndose luego hacia el noroeste para confluir con el Kama en su curso medio, en el embalse del Kama. El Obva está helado de primeros de noviembre a finales de abril o principios de mayo.
Tiene una longitud de 247 km, con una cuenca de 6.720 km² y un caudal medio de  41,7 m³/s., siendo un río de régimen nival. Cubre un desnivel de 191 m, con una pendiente media de 0.5 m/km.
Sus principales afluentes son el río Yazva, el Nerdva (por la orilla izquierda), el Siva, el Bub y el Lysva (por la derecha).